# Pau (cònsol 512)
Flavi Pau (en grec: Παῦλος; fl. 512) va ser un polític de l'Imperi Romà d'Orient.

## Biografia
Pau era fill de Vivià, cònsol l'any 463, i germà d'Adamanci, el praefectus urbi de Constantinoble.
Pau va ser nomenat primer patricius i més tard, el 512, cònsol, juntament amb Flavi Mosquià. Per a poder influir en les votacions al consolat, va demanar un préstec d'unes 1000 lliures d'or a Zenodot, però no va poder tornar-lo, ja que el seu pare, que era conegut per la seva generositat, havia distribuït molts diners durant el seu mandat. Va ser l'emperador Anastasi I qui va pagar el deute en lloc seu, regalant-li 1000 lliures d'or a Pau.
Era un cristià zelós, i Sever d'Antioquia li va dedicar un tractat contra Èutiques.